# Кощеевы
 Кощеевы  — деревня в Котельничском районе Кировской области в составе Красногорского сельского поселения.

## География
Располагается на расстоянии примерно 4 км по прямой на северо-восток от центра поселения села  Красногорье на правом берегу речки Ночная Черняница.

## История
Известна была с 1678 года как починок Над речкой Черленицею с 4 дворами, в 1764 году отмечено 124 жителя. В 1873 году здесь (починок Над речкой Черленицею или Кощеевы) было учтено дворов 28 и жителей 215, в 1905 (деревня) 50 и 344, в 1926 70 и 297, в 1950 56 и 194, в 1989 году проживало 59 человек. Настоящее название утвердилось с 1939 года.

## Население
Постоянное население  составляло 35 человек (русские 97%) в 2002 году, 9 в 2010.